# PS2 리눅스

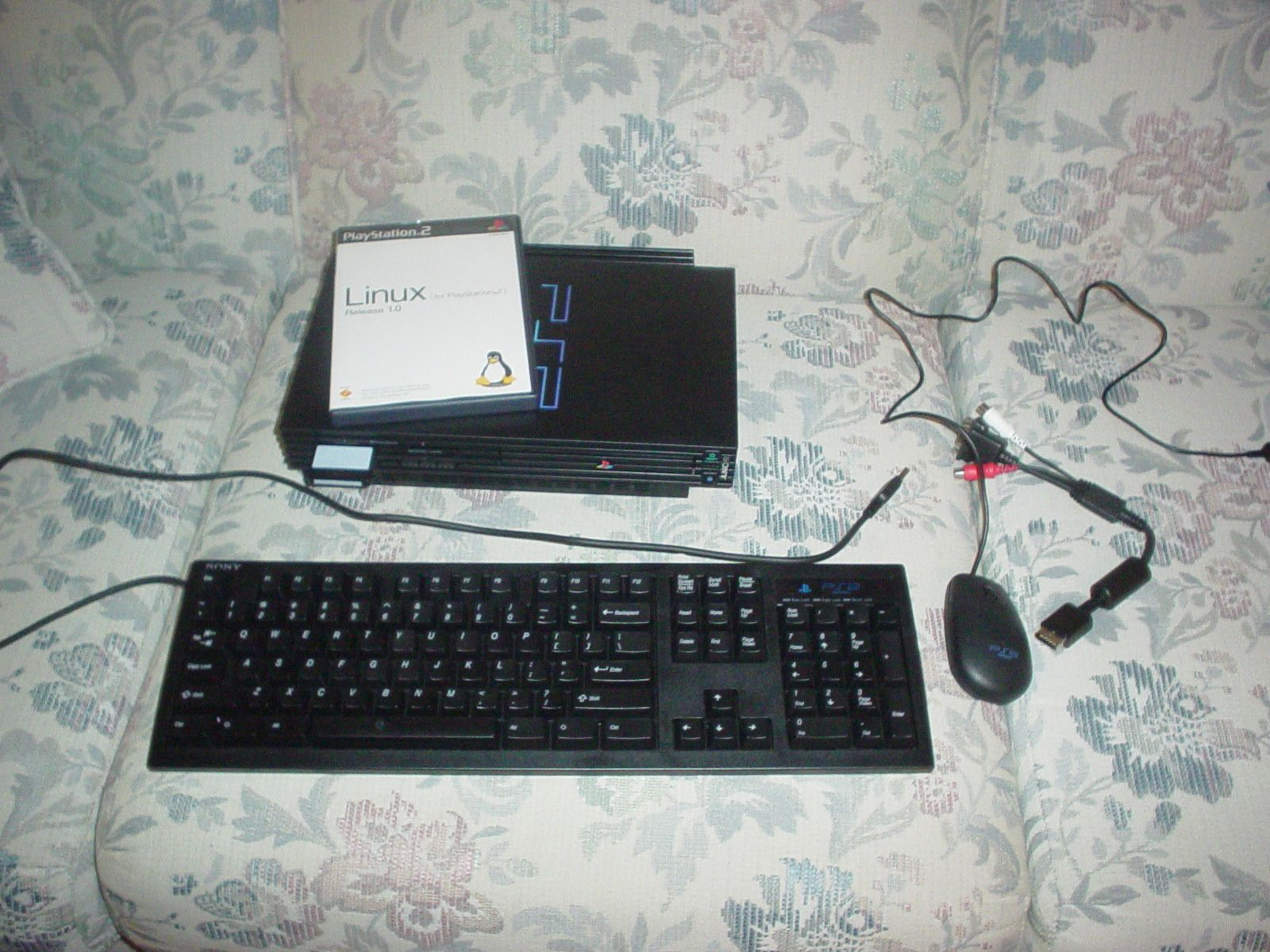
키트의 구성품

플레이스테이션 2용 리눅스(Linux for PlayStation 2)는 소니 컴퓨터 엔터테인먼트가 2002년에 플레이스테이션 2를 개인용 컴퓨터처럼 사용할 수 있도록 개발한 리눅스 키트이다. 이 키트에는 리눅스, USB 컴퓨터 키보드와 마우스, VGA 어댑터, 플레이스테이션 2의 네트워크 어댑터 (이더넷만 가능), 그리고 40GB 하드 디스크 드라이브, 8 MB의 메모리 카드가 필요하다. 설치 중에는 반드시 포맷 과정을 거쳐야만 하며, 기존의 데이터는 삭제된다.
플레이스테이션 2용 리눅스는 완전한 컴퓨터 시스템이지만, 불법 복제와 관련된 문제 때문에 DVD-ROM에서 PS1이나 PS2 디스크를 삽입해 사용할 수는 없다. 또한 리눅스가 설치된 하드 디스크는 플레이스테이션 2 게임과 같이 사용할 수 없다. 유틸리티 디스크에 포함된 하드 디스크 재포맷 도구를 이용해 게임과 같이 사용할 수는 있지만 대신 리눅스가 삭제된다.
플레이스테이션 2용 리눅스는 콘다라 리눅스를 기반으로 한 것이다. 다만 일본에서 배포되는 판은 별도로 레드햇 리눅스 기반이다.
본래 커널 버전은 2.2.1이지만, 2.2.21, 2.2.26 또는 2.4.17 버전과 같이 새로운 버전으로 업그레이드할 수 있다.
2003년부터 미국에서는 할당된 NTSC 키트가 모두 판매되는 바람에 더 이상 판매하지 않게 되었지만, 경매 사이트 등을 통해 간혹 구입할 수는 있다. 하지만 소니는 플레이스테이션 3에서 동작되는 리눅스를 지원해주기로 하였다.